# Tell Jadid
Tell Jadid (tiếng Ả Rập: تل جديد) là một ngôi làng Syria nằm ở phó huyện Barri Sharqi ở huyện Salamiyah, Hama. Theo Cục Thống kê Trung ương Syria (CBS), Tell Jadid có dân số 1.230 người trong cuộc điều tra dân số năm 2004. Cư dân của nó chủ yếu là người Hồi giáo Alawite và Ismaili, nhưng cũng có một cộng đồng Bedouin Hồi giáo Sunni khá lớn.